# Universitat de Hull
La Universitat de Hull (University of Hull) és una universitat anglesa, fundada en 1927 i situada a Hull, una ciutat de East Riding de Yorkshire. Encara que se la considera una universitat petita, en les dècades recents s'ha expandit, amb la construcció dels edificis principals tradicionals i sales especials per a professors. El campus principal es troba en un districte residencial del nord de Hull a Cottingham Road i alberga l'Escola de Medicina Hull York, una iniciativa conjunta amb la Universitat de York. La universitat té també un campus més petit a Scarborough, a la costa de North Yorkshire. El Hull University Union (en català, Sindicat de la Universitat de Hull) representa els interessos dels estudiants de la universitat.
La Biblioteca Brynmor Jones, pertanyent a la universitat, va ser el lloc de treball del cèlebre poeta Philip Larkin, que va ser el bibliotecari principal durant trenta anys. La Philip Larkin Society organitza activitats en record de Larkin, incloent el festival Larkin 25, organitzat durant tot 2010 en associació amb l'establiment. La biblioteca també va ser el lloc de treball de l'antic poeta laureado Andrew Motion i del director de cinema Anthony Minghella. Lord Wilberforce va ser el canceller de la universitat des de 1978 fins a 1994; ho va succeir Robert Armstrong fins a 2006 i després Virginia Bottomley, la canceller actual, que ostenta el càrrec des d'abril de 2006.
Els alumnes de la Universitat de Hull s'han destacat en el camp acadèmic, periodístic i literari. Alguns estudiants destacats són l'antic Primer Ministre Lord Prescott de Kingston-upon-Hull (John Prescott), el científic social Lord Anthony Giddens, el poeta Roger McGough, el periodista John McCarthy, el president de The Coca-cola Company Muhtar Kent i el polític i escriptor Chris Mullin.

## Història

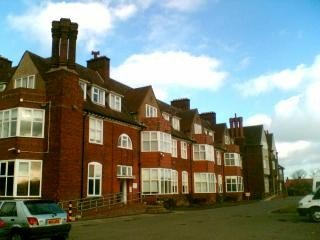
Campus a Scarborough.

En 1927, el duc de York (qui després es convertiria en Jorge VI del Regne Unit) va dipositar la pedra fundacional del University College Hull, en aquest moment una facultat externa de la Universitat de Londres. L'edifici va ser construït sobre terres donades pel Hull City Council i pels benefactors locals Thomas Ferens i G. F. Grant. Un any més tard, van obrir els primers catorze departaments, dedicats a les ciències i les arts, amb trenta-nou estudiants. En aquest moment, la facultat consistia d'un edifici, l'edifici Venn (nomenat en honor del matemàtic John Venn, nascut en Hull). L'edifici és el centre administratiu de la universitat.
L'escut original va ser dissenyat per Sir Algernon Tudor-Craig en 1928. Els símbols són la torxa, que representa l'aprenentatge; la rosa, que simbolitza a Yorkshire; la corona ducal, de l'escut de la ciutat de Hull; la flor de lis per Lincolnshire i la coloma, símbol de la pau, de l'escut d'armes de Thomas Ferens. Aquests símbols van ser utilitzats més tard per crear el logo modern de la universitat.

### Decret Real
La universitat va obtenir el seu Royal charter en 1954, la qual cosa va servir perquè brindés títols per si mateixa, convertint-la a la tercera universitat de Yorkshire i en la catorzena a Anglaterra. En 1960 es va construir la Biblioteca Brynmor Jones, i deu anys més tard se li va afegir una extensió. Durant la dècada de 1960 es van afegir més edificis, les altures dels quals anaven disminuint des del centre del campus al llarg del perímetre.

### Tecnologia de cristall líquid
En 1972, George Gray i Ken Harrison van crear cristalls líquids estables a temperatura ambienti en els laboratoris de química de la universitat, que van tenir un èxit immediat en la indústria de l'electrònica i en els productes al consumidor. Això va portar al fet que Hull anés la primera universitat a obtenir el Queen's Award for Technological Achievement (en català, "Premi de la Reina a l'Assoliment Tecnològic") pel desenvolupament conjunt de materials de llarga durada que van possibilitar les pantalles de cristall líquid.

### Campus Scarborough
L'any 2000, les autoritats de la universitat van comprar el lloc del University College Scarborough en Filey Road, Scarborough, per convertir-ho al Campus Scarborough de la Universitat de Hull. Tres anys més tard, en 2003, van adquirir els edificis del campus adjacent de la Universitat de Lincoln, que, des de l'any acadèmic de 2005, es va convertir al campus occidental de la universitat. En l'actualitat, en el lloc s'erigeix l'Escola de Medicina Hull York i la recentment traslladada Escola de Finances, que es compon per tres edificis: Wharfe, Derwent i Esk.

### Centre Històric de Hull
El Centre Històric de Hull, que va obrir en 2010, es troba en un edifici nou en Worship Street, al centre de la ciutat de Hull. Uneix les col·leccions de la biblioteca de la ciutat i els arxius de la universitat i l'encarregada de mantenir-ho és una associació entre la biblioteca local i la de la universitat.

## Facultats acadèmiques

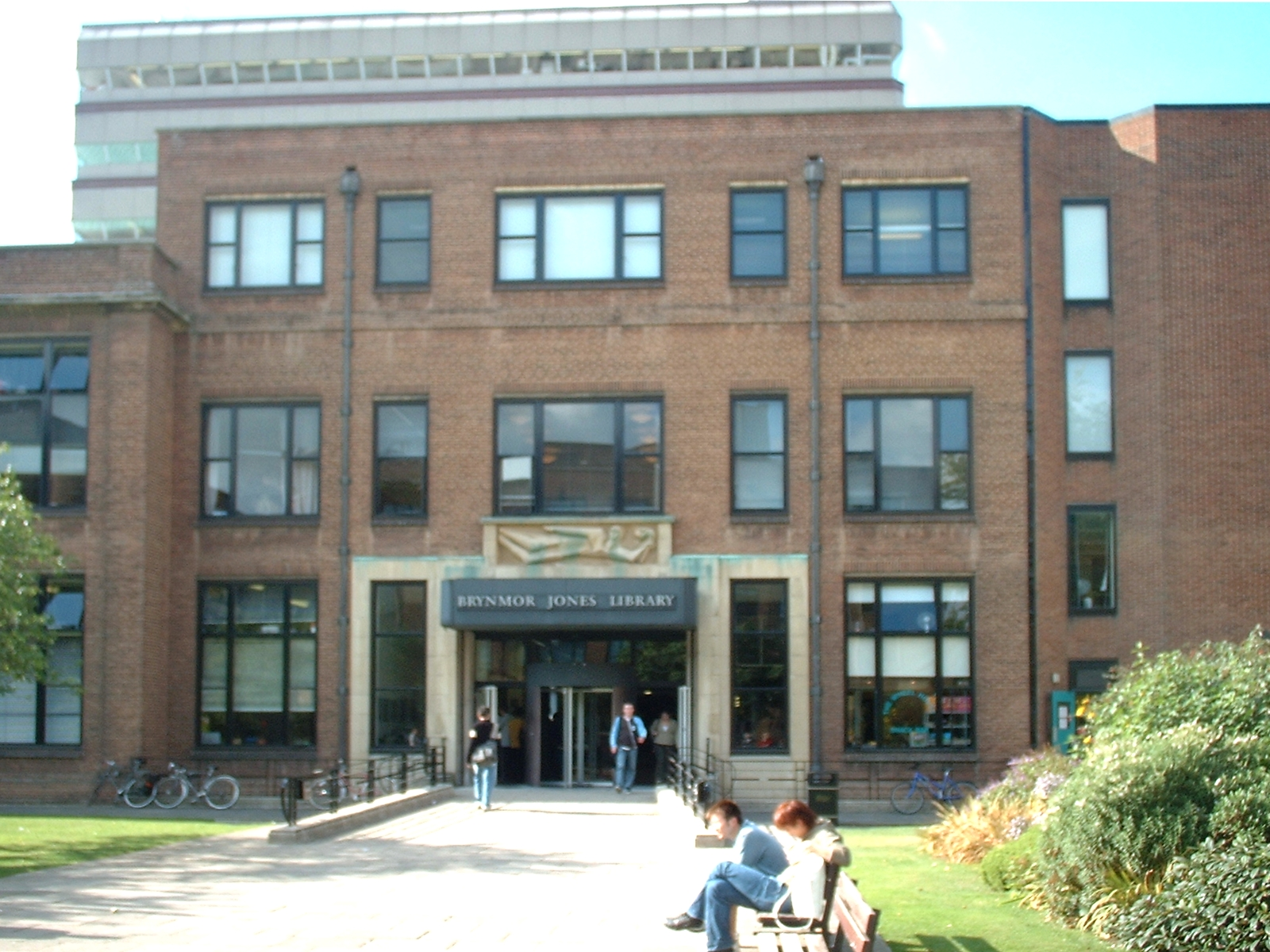
Biblioteca Brynmor Jones.

### Facultat de Ciències (FoS)
- Degà: Professor Stephen M. Kelly
- Departments: Ciències biològiques, Química, Ciències de la Computació, Enginyeria, Centre per a les Ciències ambientals i marines (Campus Scarborough), Geografia, Física, Psicologia, Ciències de l'Esport, Ciències de la Salut i Fisiologia de l'exercici.

### Arts i Ciències Socials (FASS)
- Degà: Professora Alison Yarrington
- Departmentos: Criminologia i Ciències Socials (incloent Treball social), Teatre i Música, Inglés, Estudis de gènere, Història, Humanitats, Lleis, Llengües modernes (francès, alemany, italià i espanyol), Estudis polítics i internacionals, Arts i mitjans nous i Treball social.[3]

### Salut i Cura Social (FHSC)
- Degà: Vacant de moment.
- Departments: Infermeria, Estudis aplicats de la salut[4]

### Facultat d'Educació (FoE)
- Degana: Dina Lewis
- Centres: Estudis Educacionals.[5] Aprenentatge per a tota la vida i Escola d'Educació Scarborough.[6]

### Escola de Medicina Hull York (HYMS)
- Degà: Professor Tony Kendrick

Es va inaugurar a l'octubre de 2003, al campus occidental. Els estudiants de Medicina reben títols conjunts de Hull i York. Inclou la 'International Society for the Study of Cough' amb base a l'hospital de Castle Hill, en Castle Road, Cottingham. Els alumnes de tercer i quart any també reben entrenament als hospitals de Scunthorpe, Grimsby i Scarborough.

### Institut Mèdic de Postgrau (PGMI)
- Director: Professor Nicholas D. Stafford[7]

Establert el 1994. Una de les seccions del PGMI és l'Institut de Recerca del Càncer de Yorkshire.

### Escola de Finances de la Universitat de Hull (HUBS)
- Degà: Professor Terry Williams[8]

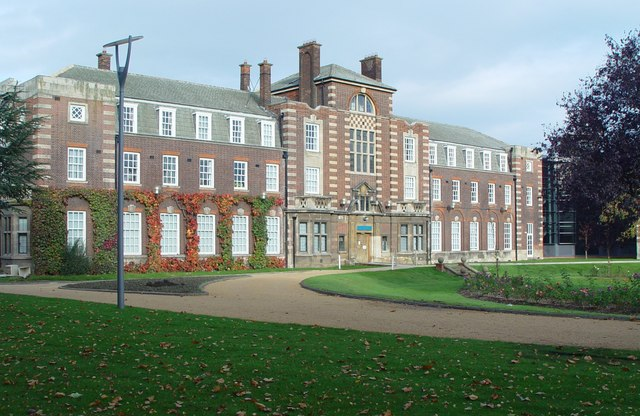
L'Escola de Finances.

Establerta a l'agost de 1999, l'Escola de Finances té al voltant de 3500 estudiants provinents de cent països.

### Institut Wilberforce (WISE)
- Director: Professor David Richardson

L'Institut Wilberforce per a l'estudi de l'Esclavitud i l'Emancipació es troba en Oriel Chambers, High Street, a l'antiga ciutat de Hull. Brinda serveis de postgrau per a estudis en el camp de l'esclavitud i els drets humans i ofereix títols en Estudis de l'Esclavitud.

### Centre d'estudis de la Història Marítima
- Director: Dr David J Starkey

El Centre d'estudis de la Història Marítima de la universitat ofereix títols en Història i Història Marítima, un diploma en línia en Història Marítima i recerques de postgrau en el mateix camp. Està situada a l'antiga ciutat de Hull.

## Professors destacats
- Richard Beeman - expert en història nord-americana (1976–77)
- Jacob Bronowski - matemàtic (1934–42).
- George William Gray, desenvolupador del cristall líquid, guanyador del Premi Kyoto i de la Medalla Leverhulme atorgada per la Royal Society
- Chris Langton, desenvolupador d'un sistema de detecció primerenca de l'osteoporosi utilitzant ones ultrasòniques[10]
- Philip Larkin (bibliotecari de la universitat entre 1955 i 1985), poeta, novel·lista i crític de jazz
- Sir Andrew Motion, poeta premiat (1999–2009)
- Stuart Palmer, responsable per descobriments notables en el camp de la densitat òssia per ultrasò

## Alumnes notables
- Anthony Giddens - sociòleg anglès i conseller polític de Tony Blair i Bill Clinton
- Roger McGough - poeta i presentador
- Anthony Minghella - dramaturg
- Lord Prescott - polític
- Nicholas Liverpool - jutge en Antiga i Montserrat i President de Dominica
- Gabriel Salazar - Historiador i Premi Nacional d'Història